# Spermophora bukusu
Spermophora bukusu – gatunek pająka z rodziny nasosznikowatych.
Gatunek ten opisany został w 2012 roku przez Bernharda Hubera i Charlesa Warui.
U holotypego samca długość ciała wynosi 3,2 mm, a długość pierwszego odnóża: 22,6 mm. Prosoma jest ubarwiona ochrowożółto z czarnymi: sternum, znakami bocznymi i Y-kształtną plamą za okolicą oczną. U samców na karapaksie występuje para rogów, nieobecna u samic. Szczękoczułki samca mają apofizy frontalne z prostymi rządkami stożkowatych włosków. Odnóża ochrowożółte z ciemnymi obrączkami na udach i goleniach. Opistosoma z obu stron szara z czarnym wzorem. Samicę cechuje epigyne z poprzecznymi listewkami i małą, trójkątną szypułką.
Pająk znany z zachodniej części Kenii i wschodniej Ugandy.